# Standertskjöld-Nordenstam

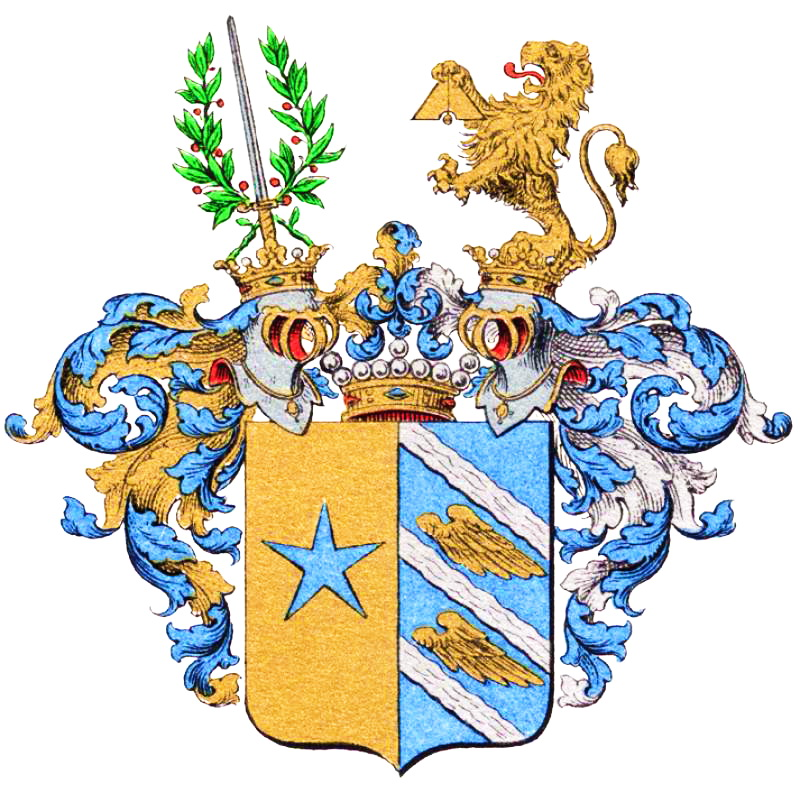
Standertskjöld-Nordenstams vapen.

Standertskjöld-Nordenstam är en finsk friherrlig ätt inskriven med nummer 46 bland de friherrliga ätterna på Finlands Riddarhus. Ätten uppstod då Johan Mauritz Nordenstam i avsaknad av egna söner år 1869 fick tillstånd att adoptera sin morbrors sonson Herman Standertskjöld, äldste son till Carl August Standertskjöld, under namnet Standertskjöld-Nordenstam.